# Prodoris clavigera
Prodoris clavigera (Thiele, 1912) è un mollusco nudibranchio della famiglia Bathydorididae.

## Biologia
Si nutre di ottocoralli del genere Keratoisis, briozoi, crinoidi, crostacei e ofiuroidei.

## Distribuzione e habitat
L'area di ritrovamento dei pochi esemplari di questa specie è a 54°Sud e 38°Ovest, nei mari prospicienti la Georgia del Sud ad elevata profondità.

## Tassonomia
Fu descritta per la prima volta nel 1912 dal malacologo tedesco Karl Hermann Johannes Thiele (1860-1935) come Bathydoris clavigera. Identificata poi come Bathydoris violacea dalla malacologa russa Olga Nikolaevna Baranets nel 1993. In seguito la stessa Baranets ha proposto per questa specie l'appartenenza al nuovo genere Prodoris col nome di Prodoris clavigera.